# Acoua

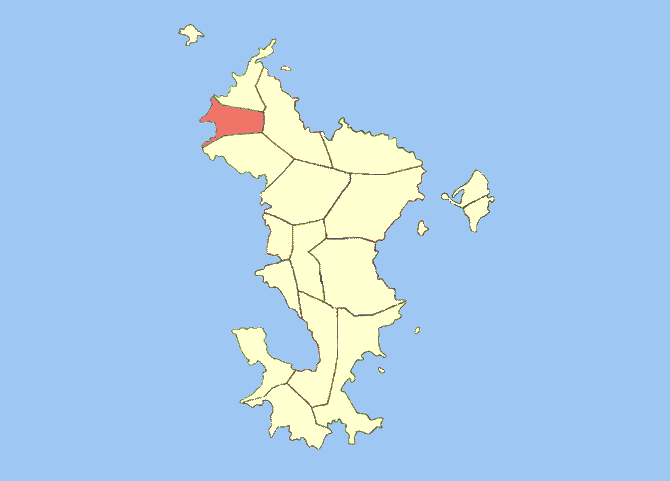
Situació d'Acoua

Acoua és un municipi francès, situat a la col·lectivitat d'ultramar de Mayotte. El 2007 tenia 4.605 habitants. Es troba al nord-oest de l'illa i es divideix en dues viles, Acoua i M'tsangadoua.

## Alcaldes
- Mouayad Ben Ali
- Koutoubou Abal-Hassani
- Madi Nabhani
- Koutoubou Abal-Hassani